# Spinello Aretino

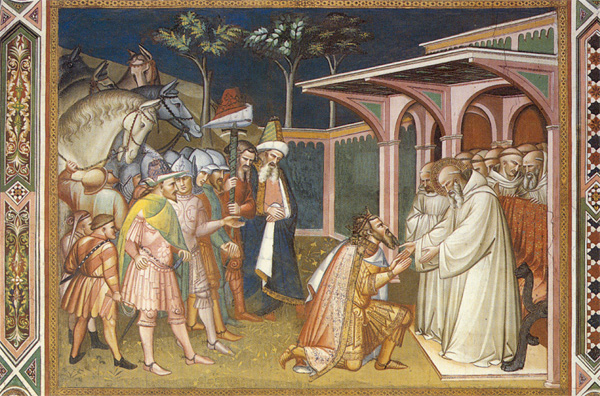
São Bento recebe Tótila, Basílica de San Miniato al Monte, Florença.

Spinello Aretino (1350 — 1410) foi um pintor italiano, filho de um florentino chamado Luca, que se refugiou em Arezzo em 1310 após ser exilado junto com o restante do partido dos Gibelinos. 
Spinello foi aluno de Jacopo del Casentino, um seguidor de Giotto, e seu próprio estilo era uma união entre o estilo de Giotto e aquele da Escola Sienesa. No começo de sua carreira, trabalhou com Jacopo pintando afrescos na Santa Maria del Carmine e na Santa Maria Novella, ambas em Florença. Após ao saque a Arezzo, Spinello voltou a Florença em 1387 e trabalhou na Basílica di San Miniato al Monte onde pintou em afresco as Histórias da vida de S. Bento na respectiva Sacristia. De 1391 a 1392, Spinello pintou seis afrescos na parede do Campo Santo, em Pisa. Os afrescos de Spinello são altamente decorados. A academia de Florença possui um painel da Madonna e Santos com a inscrição Hoc opus pinxit Spinellus Luce Aritio D.I.A.. 